# Paluche (caméra)

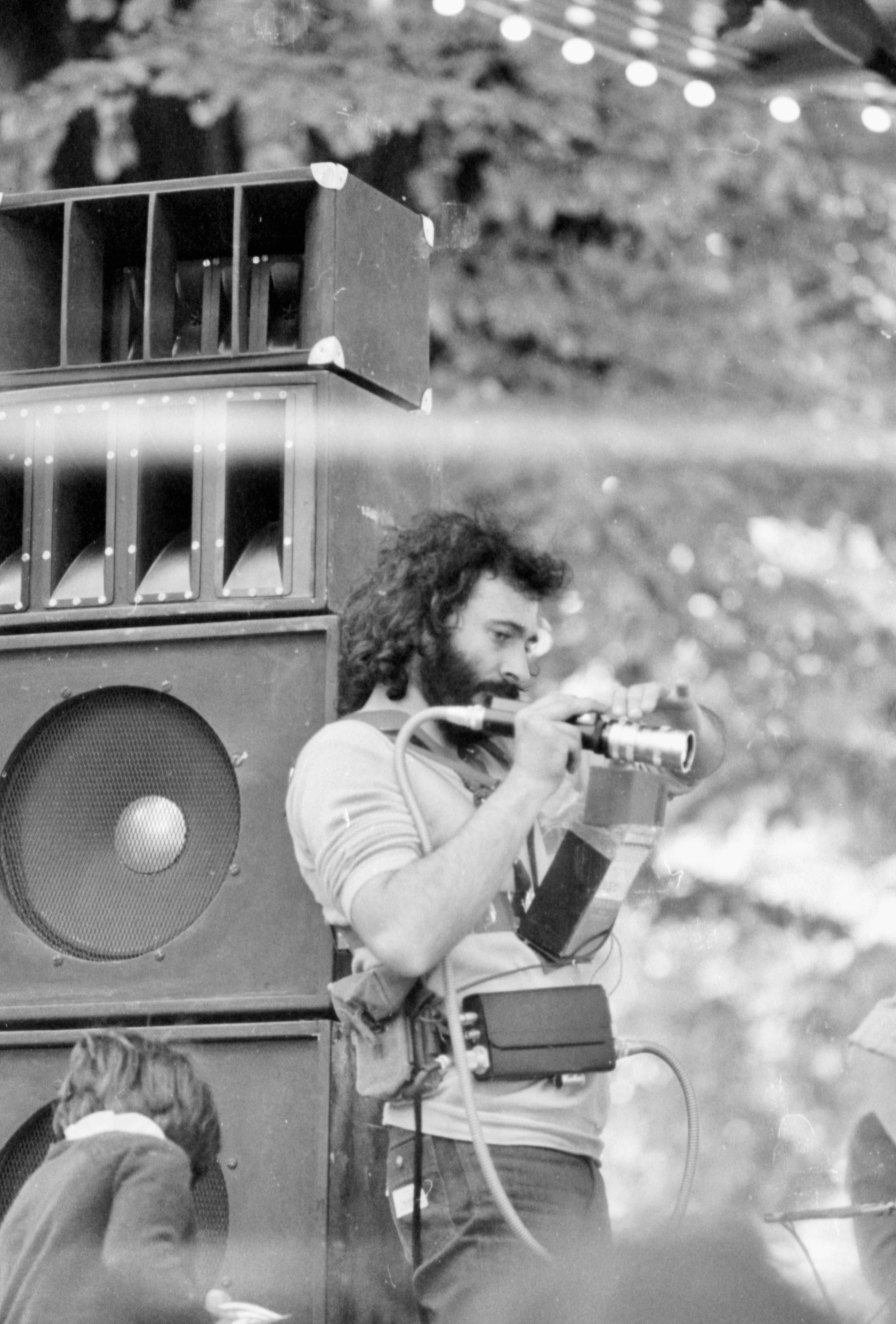
Utilisation de la Paluche lors d'un concert en 1977.

Une paluche (de l'argot « paluche » : la main) est une caméra vidéo miniature conçue pour être utilisée à la main ou pour être installée là où une caméra traditionnelle de cinéma ou de télévision ne pourrait trouver sa place du fait de ses dimensions.

## Histoire
Le nom La Paluche est à l'origine une marque déposée pour désigner une caméra miniature monotube délivrant un signal en noir et blanc, développée par la société française Aäton et commercialisée à partir de 1974. Ses dimensions sont de 21 cm (L) par 4,5 cm (l) par 4,5 cm (H),.
Depuis l'invention d'Aäton, de nombreuses sociétés ont développé ce type de caméras miniatures, aujourd'hui le plus souvent basées sur un monocapteur CCD couleur, et le terme paluche est d'aujourd'hui largement utilisé pour désigner ce type de caméra.
Le principal avantage de ces caméras réside dans leur faible taille et poids, ce qui permet de les placer dans des endroits où une caméra de taille normale ne pourrait pas aller (sur le casque d'un skieur par exemple). Cependant, ces caméras ont le plus souvent une faible résolution, ce qui les cantonne à des applications non-broadcast. Elles sont parfois utilisées en vidéo broadcast quand il est matériellement impossible de placer une caméra broadcast en lieu et place de la paluche et que le plan à obtenir est très important pour le programme (dans un cockpit de Formule 1 par exemple).
Une des utilisations les plus étonnantes de la paluche est certainement[réf. nécessaire] celle de Jean-Daniel Verhaeghe pour son téléfilm La Métamorphose d'après Franz Kafka (1983), où les scènes avec le cafard sont filmés en caméra subjective à la paluche, laquelle grimpe sur les murs, monte au plafond, se glisse sous un lit… La colorisation des images noir et blanc en sépia augmente le degré d'étrangeté de ces scènes. La paluche a été utilisée par les équipes de Claude Lanzmann pour filmer d'anciens nazis en caméra cachée, lors du tournage de son documentaire Shoah (1976-1981).
Elle était également utilisée dans le générique de l'émission "droit de réponse" de Michel Polac.
Ces caméras sont la plupart du temps couplées à des enregistreurs à bande magnétique, à disque dur ou à mémoire flash.